# Wiltz (cantão)
Wiltz é um cantão de Luxemburgo e está dividido em 11 comunas. A capital é cidade de Wiltz. Situado no noroeste do país, ocupa uma área de 264,55 km², e em 2005 tinha uma população de 12.460 habitantes.

## Comunas de Wiltz
- Boulaide
- Esch-sur-Sûre
- Eschweiler
- Goesdorf
- Heiderscheid
- Kautenbach
- Lac de la Haute-Sûre
- Neunhausen
- Wiltz
- Wilwerwiltz
- Winseler